# June Pointer
Pour les articles homonymes, voir Pointer.
June Antoinette Pointer Whitmore, née le 30 novembre 1953 à Oakland (Californie) et morte le 11 avril 2006 à Santa Monica (Californie), est une chanteuse américaine de pop/rhythm and blues.
Elle est un membre fondateur du groupe vocal The Pointer Sisters dans les années 70 et 80. Elle a quitté le groupe en 2004 pour entamer une carrière solo. Elle est remplacée dans le groupe par sa nièce Issa.

## Discographie

### Solo
- Baby Sister (1983, Planet Records)

1. Ready for Some Action (5:59) #28 R&B
2. I Will Understand (4:32)
3. To You, My Love (4:26)
4. New Love, True Love (4:23)
5. I'm Ready for Love (3:58)
6. You Can Do It (4:32)
7. Always (3:50)
8. My Blues Have Gone (4:25)
9. Don't Mess With Bill (3:07)

- June Pointer (1989, Columbia Records)

1. Tight on Time (I'll Fit U In) (4:00) #70 R&B
2. Parlez Moi D'Amour (Let's Talk About Love) (4:38)
3. Why Can't We Be Together (4:34) duet with Phil Perry
4. How Long (Don't Make Me Wait) (4:21)
5. Put Your Dreams Where Your Heart Is (4:57)
6. Keeper of the Flame (4:50)
7. Love Calling (3:36)
8. Fool for Love (4:35)
9. Live with Me (5:35)
10. Love on the Line (5:10)